# Parchomiwka (Bohoduchiw)
Parchomiwka (ukrainisch Пархомівка; russisch Пархомовка Parchomowka) ist ein Dorf im Nordwesten der ukrainischen Oblast Charkiw mit etwa 2685 Einwohnern (01.01.2024).

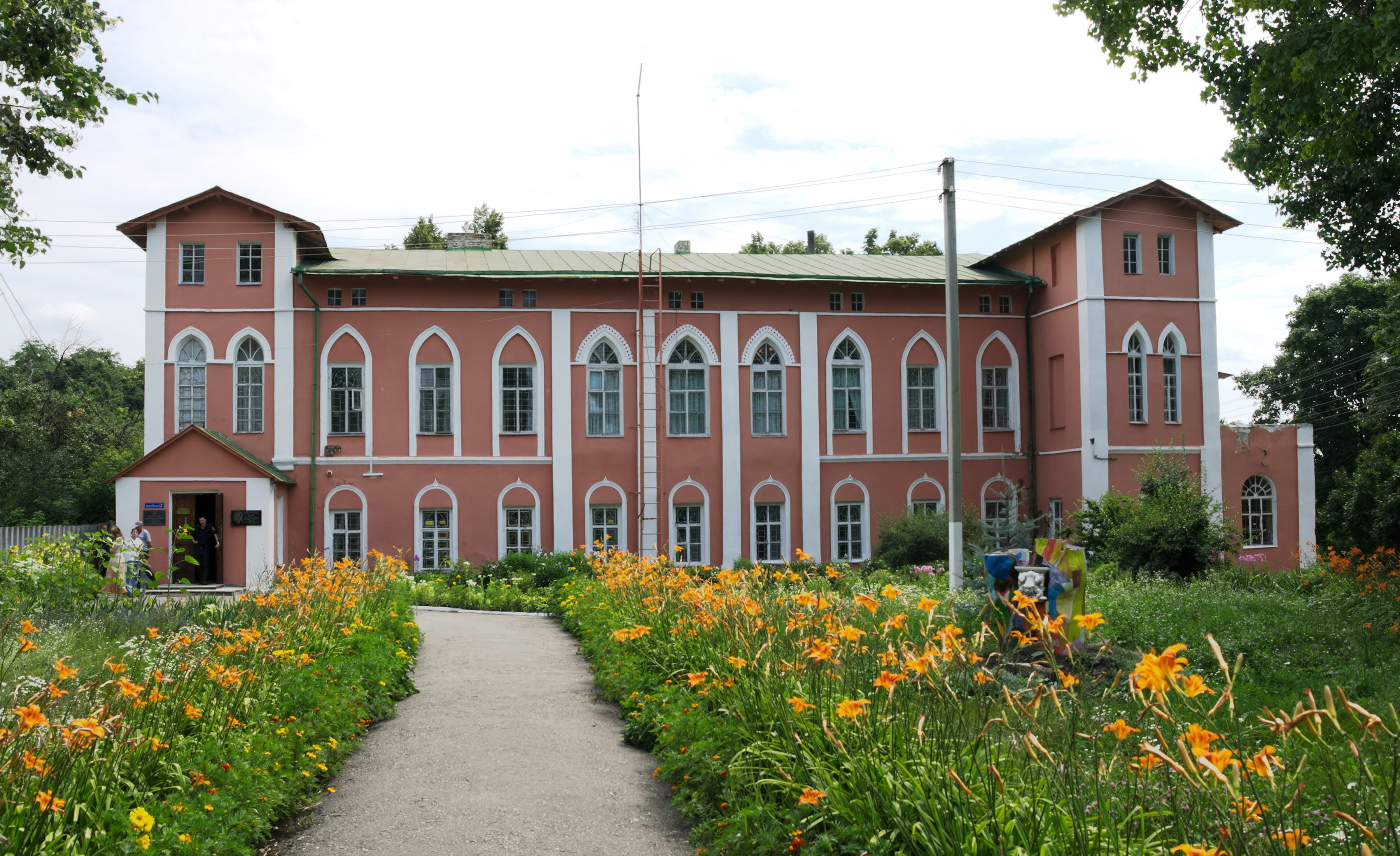
Ehemaliges Herrenhaus und heutiges Museum in Parchomiwka

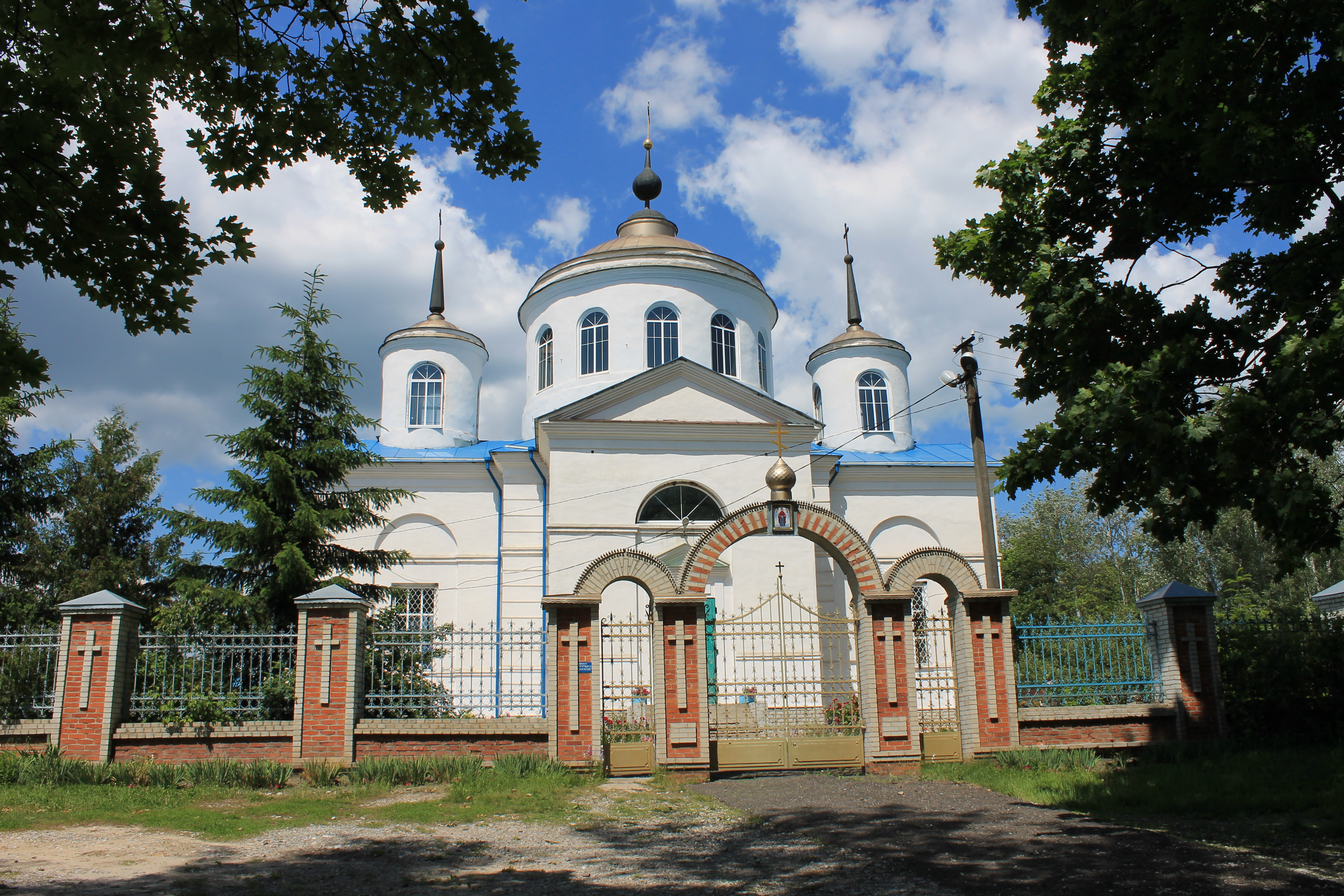
Fürbittekirche aus dem Jahre 1809

Das erstmals 1688 schriftlich erwähnte Dorf liegt an der Grenze zu den Oblasten Sumy und Poltawa am Ufer der Kotelwa (Котельва), einem 31 km langen, linken Nebenfluss der Worskla 14 km nordwestlich vom ehemaligen Rajonzentrum Krasnokutsk und etwa 100 km westlich vom Oblastzentrum Charkiw.
Am 12. Juni 2020 wurde das Dorf ein Teil der neugegründeten Siedlungsgemeinde Krasnokutsk, bis dahin bildete es zusammen mit dem Dorf Harkawez (Гаркавець) sowie den Ansiedlungen Pawliwka (Павлівка) und Stepowe (Степове) die gleichnamige Landratsgemeinde Parchomiwka (Пархомівська сільська рада/Parchomiwska silska rada) im Westen des Rajons Krasnokutsk.
Am 17. Juli 2020 kam es im Zuge einer großen Rajonsreform zum Anschluss des Rajonsgebietes an den Rajon Bohoduchiw.

## Söhne und Töchter des Ortes
- Stepan Grisodubow (1884–1965), Flugzeugbauer und Pilot